# Franciszek Karpiński
Franciszek Karpiński herbu Korab, ps. i krypt.: Autor „Zabawek wierszem i prozą”; F.K. (ur. 4 października 1741 w Hołoskowie koło Otyni, zm. 16 września 1825 w Chorowszczyźnie koło Wołkowyska) – polski poeta epoki oświecenia, pamiętnikarz, dramatopisarz, tłumacz, publicysta, moralista, twórca i główny przedstawiciel nurtu sentymentalnego w polskiej liryce.

## Życiorys
Był synem Andrzeja, zarządcy w Hołoskowie (należącego do Potockich), i Rozalii Karpińskich. Matka pochodziła z rodziny Spendowskich (według relacji poety z roku 1798). Po ukończeniu podstawowych nauk wstąpił do kolegium jezuitów w Stanisławowie. Była to szkoła z wielkimi tradycjami. Powstała ona w 1669 z fundacji założyciela miasta Jędrzeja Potockiego. W 1718 przeszła w ręce jezuitów, którzy podnieśli ją do bardzo wysokiego poziomu. Tu odbył dwuletni kurs retoryki i filozofii.
Po ukończeniu gimnazjum studiował na uniwersytecie we Lwowie do uzyskania tytułu doktora filozofii i nauk wyzwolonych oraz bakałarza teologii. Obecny na egzaminie arcybiskup lwowski Sierakowski namawiał go bezskutecznie do stanu duchownego. Karpiński półtora roku kształcił się w Wiedniu, gdzie doskonalił znajomość języków obcych i słuchał wykładów znakomitych przyrodników. Po otrzymaniu starannego wykształcenia rozpoczął pracę nauczycielską na dworach magnackich.
W latach 1775–1778 dzierżawił na Pokuciu majątki, kolejno: od Mrozowickich – Wierzbowce, od Koziebrodzkich - Żabokruki i od Bielskich - Dobrowody, co pozwoliło mu osiągnąć pewną niezależność finansową.
W wieku 40 lat wydał pierwszy tomik wierszy (Zabawki wierszem). Przez Ignacego Witosławskiego, oboźnego polnego koronnego, przesłał swoje utwory księciu Czartoryskiemu i biskupowi Naruszewiczowi. Niedługo potem Czartoryski wezwał go listownie do Warszawy i zaproponował stanowisko sekretarza interesów politycznych. Karpiński wyjechał do stolicy w 1783. Wkrótce został przez Naruszewicza przedstawiony królowi. Została mu zlecona opieka nad biblioteką Czartoryskich. Doprowadził do uporządkowania i oznakowania zbiorów. Wydał trzy kolejne tomy wierszy. Zyskał dużą popularność, ale rozczarowany życiem w stolicy, a zwłaszcza zniechęcony konfliktami i obłudą panującymi w tamtejszych sferach towarzyskich, pomimo przywiązania do swojego protektora powrócił po półtora roku na Ruś Czerwoną, która w tym czasie znajdowała się już pod zaborem austriackim. Utrzymywał się znowu z dzierżawy różnych majątków i z pracy guwernera na dworach magnackich, między innymi był wychowawcą syna księcia Józefa Sanguszki, Romana. Wielokrotnie na dłuższe pobyty przyjeżdżał do Warszawy. Był uczestnikiem obiadów czwartkowych u króla. Od poznanego szambelana królewskiego, Marcina Badeniego, dostał w dzierżawę na sześć lat wieś królewską Suchodolinę. Za jego też wstawiennictwem w 1791 otrzymał od króla pięćdziesięcioletnią dzierżawę wsi Kraśnik w powiecie prużańskim, którą nazwał Karpinem, i tam osiadł na parę lat.
W latach 1785–1818 przebywał na dworze Branickich w Białymstoku, gdzie napisał Pieśni nabożne (Kiedy ranne wstają zorze, Wszystkie nasze dzienne sprawy, Bóg się rodzi i inne). Zabrzmiały one po raz pierwszy w starym kościele farnym, a wydane zostały w klasztorze oo. Bazylianów w Supraślu w 1792.
Niedługo po trzecim rozbiorze Polski postanowił zakończyć twórczość poetycką, pisząc w jednym z listów, że:
"Wszelako pod obcym panowaniem wolny kiedyś Polak, jak dobrze napisać może, kiedy ma ręce zawiązane?            Albo kto kiedy był na mówce obran, który się za każdym słowem zająknąć musi? Wolnośc to tylko w narodach rodziła wyrazy, jak sama, śmiałe i kto się na wiele oglądał, zapewne mało dobrych powiedział."
W 1818 kupił od Wincentego Orzechowskiego, sędziego granicznego wołkowyskiego, wieś Chorowszczyznę koło Wołkowyska, gdzie spisał swój pamiętnik i spędził resztę życia.

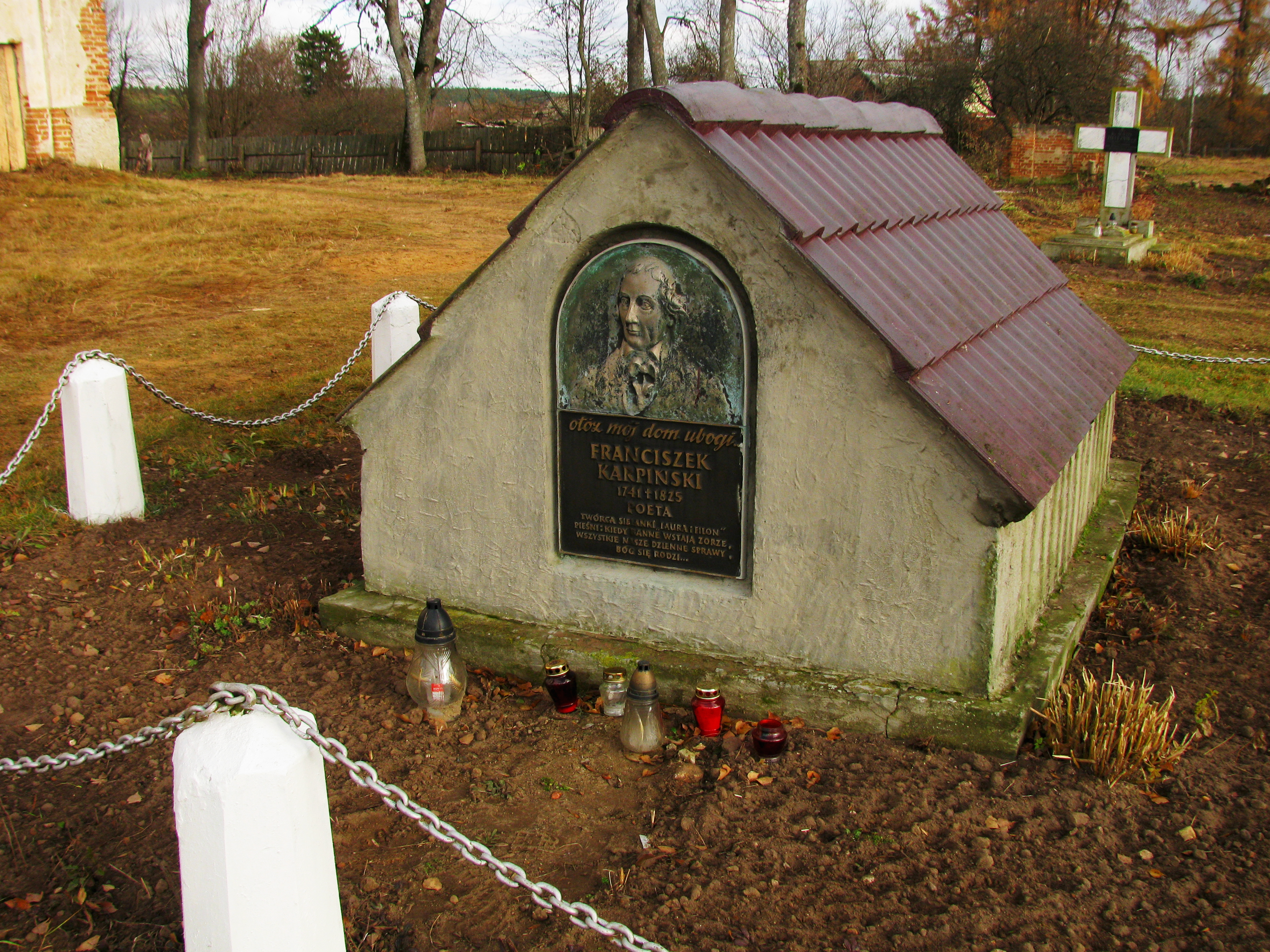
Grobowiec Franciszka Karpińskiego w Łyskowie (rejon prużański na Białorusi)

W 1800 został członkiem Towarzystwa Przyjaciół Nauk.
Miał kolejno trzy wybranki serca, zwane przez siebie Justynami, nigdy się jednak nie ożenił.
Grób poety znajduje się na cmentarzu przykościelnym byłego kościoła i klasztoru misjonarzy w Łyskowie (w owym czasie miasteczku dziedzicznym Adama Bychowca) w rejonie prużańskim na Białorusi i ma kształt wielokrotnie zmniejszonej wiejskiej chaty. W szczycie tablica z płaskorzeźbą półpostaci, pod nią napis Oto mój dom ubogi, pod nim Franciszek Karpiński * 1741–1825 * Poeta. Pierwotnie był to głaz marmurowy tylko z napisem Oto mój dom ubogi.
W okresie międzywojennym w Kołomyi istniał pomnik Karpińskiego.
21 listopada 2024 roku miejscy radni.w  Białymstoku ustanowili patronem roku w 2025  Franciszka Karpiński poetę i twórcę "Pieśni nabożnych" pisanych na dworze Branickich.

## Twórczość
Karpiński był zafascynowany kulturą ludu. Tłumacząc psalmy, przywiązywał dużą wagę do jasnego i czytelnego języka. Krytykował przekłady Kochanowskiego za rozwlekłość, niezgodność z oryginałem i zbyt częste nawiązywanie do mitologii.
Był twórcą nurtu sentymentalnego w liryce polskiej. Tworzył:
- sielanki (Laura i Filon),
- wiersze miłosne (Do Justyny. Tęskność na wiosnę),
- dumy,
- elegie,
- wiersze patriotyczne:
  - Żale Sarmaty nad grobem Zygmunta Augusta[6]
  - Pieśń dziada sokalskiego
- pieśni religijne (zawarte w zbiorze Pieśni nabożne), które stały się bardzo popularne:
  - Kiedy ranne wstają zorze (oryg. Pieśń poranna)
  - Wszystkie nasze dzienne sprawy
  - Zróbcie mu miejsce, Pan idzie z nieba
  - Bóg się rodzi – moc truchleje (oryg. Pieśń o Narodzeniu Pańskim, muz. polonez)
  - Nie zna śmierci Pan żywota (też polonez, choć zazwyczaj śpiewana na nutę chorda cum oleo)
  - Bracia patrzcie jeno

Inne utwory:
- tłumaczenie Psałterza Dawida, Ogrodów Delille’a
- autobiografia Historia mego wieku i ludzi, z którymi żyłem (1801–1822, wyd. 1844)
- komedia łzawa Czynsz[7]
- tragedia Bolesław III
- rozprawa O wymowie w prozie albo wierszu (1782)

### Dzieła (chronologicznie)
1. Do Justyny. Tęskność na wiosnę, powst. około 1762–1765 (według R. Sobola; według R. Pilata 1756 lub 1757; według K.M. Górskiego 1755–1760), wyd. zobacz poz. 4, wyd. następne: zobacz poz. 30; zobacz: Wydania zbiorowe poz. 2–14; (ten najpopularniejszy wiersz liryczny Karpińskiego zamieszczano ponadto w licznych antologiach poetyckich i wypisach literackich); przekłady: czeski (1797), francuski (1792) i serbski (1929)
2. Laura i Filon, wyd. zobacz poz. 4, wyd. następne: zobacz poz. 30; zobacz: Wydania zbiorowe poz. 2–5, 7–8, 10–14; Estreicher notuje ponadto 3 osobne wydania bez roku i miejsca wydania – jedno z XVIII w., dwa z wieku XIX (jedno z nich miało się ukazać w Krakowie, pomiędzy latami 1820 a 1825); autograf dedykowany I. Stryjeńskiej w Bibliotece Jagiellońskiej, sygn. 4998 (utwór przedrukowywany równie często jak poz. 1); przekł. serbski (1939)
3. Sumienie, wyd. zobacz poz. 4 i wyd. osobne (Lwów) brak roku wydania (najprawdopodobniej był to rok 1780) wraz z wierszem dedykowanym: Do J.W.J. Księdza Adama Naruszewicza B.K.S., oddając mu wiersze na Sumienie; wyd. następne: zobacz poz. 30; zobacz: Wydania zbiorowe poz. 2–5, 8, 14 (wiersz dedykowany)
4. Zabawki wierszem i przykłady obyczajne, Lwów 1780, wyd. następne: wyd. 2 Lwów 1782; od wyd. 3: Zabawki wierszem i prozą, t. 1, Warszawa 1782; wyd. 4 rozszerzone Warszawa 1785; wyd. 5 Warszawa 1790; Warszawa 1796 (wyd. obecnie nieznane, choć wymienia je Estreicher); Warszawa(?) 1803; (teksty tu zawarte weszły w całości lub w wyborze i zmienionym układzie do poz. 30 i Wydań zbiorowych; dedykowane A.K. Czartoryskiemu); zawartość m.in.: poz. 1–3, pozostałe Sielanki, Tęskność do kraju, Do przyjaciela, Matka syna wyprawia do obozu; przekł. niemiecki (1800)
5. Krótko zebrane życie Stefana Czarneckiego (oraz wiersz:) Z okoliczności czasów Czarneckiego, wyd. zobacz Przekłady poz. 1, wyd. następne życiorysu i wiersza zobacz poz. 9; wyd. następne wiersza: zobacz poz. 30; zobacz: Wydania zbiorowe poz. 2–5, 11, 13
6. O wielkości Boga. Wiersz..., brak miejsca i roku wydania (najprawdopodobniej Grodno 1781), wyd. następne: zobacz poz. 9, 30; zobacz: Wydania zbiorowe poz. 2–5, 11, 12
7. O powinnościach obywatela... Na rocznicę urodzin... J.O. Książęcia (A.K. Czartoryskiego), powst. 1781, wyd. zobacz poz. 9, wyd. następne: zobacz poz. 30; zobacz: Wydania zbiorowe poz. 2–3; wyd. osobne: Wiersz... o powinnościach obywatela, przedrukowany kosztem E.S. i ofiarowany młodzieży polskiej 1830 roku, Kraków 1830 (wydawca zastąpił 10 ostatnich strof oryginału 3 nowymi, dodanymi „z powodu obecnych wypadków”); zobacz: Wydania zbiorowe poz. 4–5
8. O wymowie w prozie albo wierszu, powst. najprawdopodobniej w latach 1781–1782, wyd. zobacz poz. 9, wyd. następne: zobacz poz. 30; zobacz Wydania zbiorowe poz. 2–5, 8, 12 (fragmenty)
9. Zabawki wierszem i prozą t. 2, Warszawa 1782; wyd. następne: Warszawa 1785, Warszawa 1790, Warszawa(?) 1803 (teksty tu zawarte weszły w całości lub w wyborze i zmienionym układzie do poz. 30 i Wydań zbiorowych); zawartość m.in.: poz. 5–8 oraz Do Wolności; Duma Luidgardy, czyli Lukierdy; Sen; Przekłady poz. 1; przekł. niemiecki (1800); Zabawki... t. 3 (zobacz Przekłady poz. 2–4)
10. Mowa na pochwałę Jana Sobieskiego... do młodzieży szkolnej, powst. 1783, wyd. zobacz poz. 11; wyd. następne w zbiorze: Mowy wyborne t. 2, Wilno 1784; zobacz poz. 30; zobacz: Wydania zbiorowe poz. 2–5; autograf: Biblioteka Akademii Nauk Lwów (Archiwum Chreptowiczów, sygn. I 6061)
11. Zabawki wierszem i prozą t. 4, Warszawa 1783; wyd. następne: Warszawa 1792; Warszawa(?) 1803 (teksty tu zawarte weszły w całości lub w wyborze i zmienionym układzie do poz. 30 i Wydań zbiorowych); zawartość m.in. wiersze: Mazurek, Już ja nie ten, Przeciwko pojedynkom, Głos zabitego do sądu; Bajki; proza: poz. 10; Przywary; O szczęściu człowieka; przekł. niemiecki (1799); Zabawki... t. 5–6 (zobacz Przekłady poz. 5)
12. Powrót z Warszawy na wieś Autora „Zabawek wierszem i prozą”, Grodno 1784 (tekst w jęz. polskim i niemieckim), wyd. następne: Magazyn Warszawski 1784, t. 2, s. 319–322; zobacz poz. 15; wyd. osobne: Powrót na wieś p. Karpińskiego brak miejsca i roku wydania[8]; zobacz poz. 30; zobacz: Wydania zbiorowe poz. 2–5, 8–14; ponadto w licznych antologiach i wypisach literackich; przekł.: czeski (1853), niemiecki (1784)
13. Przeciwko fanatyzmowi, wyd. zobacz poz. 15; wyd. następne: zobacz poz. 30; zobacz: Wydania zbiorowe poz. 2–5, 8, 13 (K. Estreicher zamieścił ten tekst wśród wierszy Węgierskiego, choć we wstępie sam podał w wątpliwość słuszność swej decyzji wspominając, iż współcześni przypisywali autorstwo Karpińskiemu. Autorstwo Karpińskiego jest bezsporne: wiersz znajduje się bowiem w edycji zbiorowej jego pism, która powstała przy współudziale poety – zobacz poz. 30)
14. List do... Szczęsnego Potockiego, wojewodzica ruskiego. O szczęściu człowieka w towarzystwie, czyli o Rzeczypospolitej, powst. w latach 1784–1787, wyd. zobacz poz. 15; wyd. następne: zobacz poz. 30 (pt. O Rzeczypospolitej); wyd. zbiorowe poz. 2–5; Estreicher (XIX) wymienia wyd. osobne (odbitkę?): Rzeczpospolita czym jest, czym być powinna, uważając ją względnie za szczęście człowieka w towarzystwie; list z tej okazji do Szczęsnego przez Karpińskiego (W 12-ce)
15. Zabawki wierszem i prozą t. 7, Warszawa 1787 (teksty tu zawarte weszły w całości lub w wyborze i zmienionym układzie do poz. 30 i Wydań zbiorowych); zawartość m.in.: poz. 12–14 oraz wiersze: Podróż z Dobiecka na Skałę, Żebrak przy drodze, Do mądrości, Przypomnienie dawnej miłości; przekł. rosyjski (1963)
16. Podróż do Krakowa i jego okolic, Warszawa 1788 (2 wydania), wyd. następne: zobacz poz. 30; zobacz: Wydania zbiorowe poz. 2–5, 8
17. Czynsz. Komedia w 3 aktach, wyst.: Warszawa i Kraków 1789, wyd. (Warszawa przed 28 stycznia 1789); wyd. następne: zobacz poz. 30; zobacz: Wydania zbiorowe poz. 2–5, 8; rękopis znajdował się w Bibliotece Teatralnej Warszawskiej, sygn. 314
18. Bolesław III. Tragedia, Warszawa 1790, wyd. następne: (ze zmienionym tytułem i zakończeniem) Judyta, królowa polska. Tragedia, Warszawa 1792; Poznań 1806; zobacz poz. 30; zobacz: Wydania zbiorowe poz. 2–5, 8
19. Projekt, czyli uwagi, co jest lepsze dla Polski: sukcesja tronu, czyli elekcja królów... (druk ulotny, nieznany, prawdopodobnie z roku 1790); tekst, znany dotąd z lakonicznej charakterystyki Karpińskiego w „Pamiętnikach”, z kopii autografu Biblioteki Litewskiej Akademii Nauk w Wilnie, sygn. B4 49, wyd. J. Platt: Karpinsciana wileńskie, w zbiorze: Miscellanea z doby Oświecenia, nr 2, Wrocław 1965, Archiwum Literatury nr 9 (Estreicher wymienia pod hasłem Karpiński druk O następstwie i wyborze królów, wydaje się jednak, iż mamy tu do czynienia z rekonstrukcją bibliograficzną opartą na autobiografii pisarza)
20. Do Stanisława Małachowskiego... z okoliczności danej przez niego wolności poddanym swoim (Warszawa 1790), wyd. następne: zobacz poz. 30; zobacz: Wydania zbiorowe poz. 2–5, 11, 13 (niektórzy badacze przypisywali ten utwór J. Wybickiemu; autorstwo Karpińskiego jest bezdyskusyjne: poeta włączył ten wiersz do edycji zbiorowej swoich pism – zobacz poz. 30)
21. Pieśń na dzień Trzeci Maja, szczęśliwie doszłej konstytucji kraju (Warszawa 1791), wyd. następne: zobacz poz. 30; zobacz: Wydania zbiorowe poz. 2–5, 9, 11–13
22. Wiersz do... księdza Poczobuta, rektora Akademii Wileńskiej, i... księdza Kundzicza, kanonika inflanckiego, z przypadku mostu spalonego w Wilnie brak roku i miejsca wydania (powst. po 25 kwietnia 1791, druk. prawdopodobnie w roku 1791), wyd. następne: zobacz poz. 30; zobacz: Wydania zbiorowe poz. 2–5; M. Baliński: Dawna Akademia Wileńska, Petersburg 1862, s. 335–342 (tekst według pierwodruku, bogatszy o strofę wstępną, której nie ma w Wydaniu zbiorowym); zobacz: Wydania zbiorowe poz. 8
23. Pieśni nabożne, Supraśl 1792 – 2 wydania (tu również 20 psalmów); wyd. następne: Wilno 1793, Wilno 1795, Kraków 1798, zobacz poz. 30, Wilno 1819, zobacz: Wydania zbiorowe poz. 2, Warszawa 1829 (w: Psałterz t. 2, zobacz: Przekłady poz. 5); Pieśni poranne, Bochnia 1829 (wybór); zobacz: Wydania zbiorowe poz. 3–5; F. Karpiński i jego pieśni, Warszawa 1862 (wybór); Lwów (1882) Biblioteka Mrówki nr 11; Dziesięć pieśni nabożnych z nutami, Lwów 1894 (wybór); zobacz: Wydania zbiorowe poz. 8; zobacz: Wydania zbiorowe poz. 9–12, 14(wybór). Pieśni nabożne Karpińskiego pojawiają się ponadto w licznych antologiach, śpiewnikach i modlitewnikach religijnych, np.: K. Ekarthausen Samuel, czyli Bóg jest najczystszą miłością, Warszawa 1802, Warszawa 1808; Nabożeństwo codzienne dla młodzieży chrześcijańskiej..., Wilno 1828; M.M. Mioduszewski Śpiewnik kościelny, czyli pieśni nabożne... w kościele katolickim używane... t. 1–2, Kraków 1838 i Dodatki; (wyd. bibliofilskie: Pieśń o Narodzeniu Pańskim, oprac. R. Sobol, Wrocław 1957)
24. Przeciw samobójstwu brak miejsca wydania (9 stycznia 1793); wyd. następne: zobacz poz. 30; zobacz: Wydania zbiorowe poz. 2–5, 8 (Estreicher na podstawie katalogu Grölla wiąże ten anonimowy i niedostępny obecnie druczek ulotny z Karpińskim; wiarygodność informacji drukarza i zapisu bibliografa potwierdza anons Gazety Warszawskiej 1793, nr 3
25. Pieśń chudopacholska brak miejsca i roku wydania (XVIII wiek), wyd. następne: Dziennik Wileński 1827, Literatura Nadobna t. 2, nr 8 (pt. Pieśń na drożyznę); zobacz Wydania zbiorowe poz. 3–5, 8; R. Kaleta Przegląd Humanistyczny 1960, nr 5 (z pierwodruku); autograf w Bibliotece Czartoryskich, sygn. 3955
26. Żale sarmaty nad grobem Zygmunta Augusta, ostatniego polskiego króla z domu Jagiełłów, powst. 1801 lub 1797–1801, wyd. zobacz poz. 30; wyd. następne zobacz: Wydanie zbiorowe, poz. 2–5, 9–14 (Ponadto wielokrotne były przedruki w antologiach, wypisach literackich); przekł.: francuski (1859), rosyjski (?)
27. Rozmowy Platona z uczniami swoimi cz. 1, Grodno 1802 (traktat moralno-filozoficzny składający się z 5 „Rozmów”, wzorowanych na dialogach Platona), wyd. następne: zobacz poz. 30; zobacz Wydania zbiorowe poz. 2–5, 8 (dedykowane Aleksandrowi I, „imperatorowi rosyjskiemu”). Karpiński przygotował również cz. 2 Rozmów..., lecz pracy nie doprowadził do końca. W jego papierach zachowały się jednak materiały (bruliony, pierwsze szkice) związane z tym dziełem, i to zarówno z ogłoszonej cz. 1, jak też niedokończoną cz. 2 (materiały te wydano w 2 zespołach pism); przekł. francuski (tekst nieznany)
28. Podróż w kraju zaczarowanym, powst. przed 16 grudnia 1802, wyd. zobacz poz. 31; Wanda 1820, s. 169–175; wyd. następne: R. Sobol Pamiętnik Literacki, rocznik 50 (1959), zeszyt 3–4 (z autografu Muzeum Narodowego Kraków, sygn. VIII.10.049)
29. Alcesta, królowa Tessalii. Opera w 1 akcie, wyd. zobacz poz. 30; wyd. następne: zobacz Wydania zbiorowe poz. 2–5, 8
30. Dzieła... wierszem i prozą. Edycja nowa i zupełna, wielą pismami od autora nadesłanymi pomnożona[9][10][11][12] t. 1–4, wyd. F.K. Dmochowski, Warszawa 1806; zawartość – t. 1: Sielanki, Pieśni, Wiersze różne; t. 2: Przekłady poz. 5; t. 3: Przekłady poz. 1–4, Ważniejsze dzieła poz. 10, 16–18, 29; t. 4: Ważniejsze dzieła poz. 8, 14, 27, Przykład uczynności dla bliźniego, Przykład religii, Przywary, Przekłady poz. 6
31. Dzieciom dla ich rozrywki i nauki, niektóre zabawniejsze historie z różnych dziejów świata dawniejszego zebrane, Wilno 1820 (tu również poz. 28)
32. Historia mego wieku i ludzi, z którymi żyłem (tzw. Pamiętniki), pisana przez kilkanaście lat, zamknięta ostatecznie w roku 1822, fragm. wydane m.in.: A. Korniłowicz O życiu F. Karpińskiego, Wilno 1827; J. Krzeczkowski Znicz 1834; całość wyd.: I. Moraczewski, Poznań 1844, Lwów 1849, Poznań 1884; K.J. Turowski, Kraków 1862 (zobacz: Wydania zbiorowe poz. 5); P. Chmielowski, Warszawa 1896 (zobacz: Wydania zbiorowe poz. 8), Warszawa 1898; R. Sobol, Warszawa, Biblioteka Pamiętników Polskich i Obcych); autograf znajdował się w Bibliotece Krasińskich, zniszczony w roku 1944; kopie m.in. w: Biblioteka Jagiellońska, sygn. 6838/II; Biblioteka Narodowa (BOZ), sygn. 887; Biblioteka Litewskiej Akademii Nauk Wilno, sygn. B4 49; Ossolineum, sygn. 5200/I (pt. Życie F. Karpińskiego przez niego samego napisane)

Wiersz Karpińskiego ogłosiła ponadto Gazeta Warszawska 1802, nr 52 dodatek; przedr. Gazeta Krakowska 1802, nr 55.
Drobne utwory wierszem i prozą nie ogłoszone przez autora wydał m.in.: K. Prozor Dziennik Wileński 1827, Literatura Nadobna t. 2, nr 3, 5–6, 8 (15 wierszy oryginalnych i 1 przekład; proza: Przestrogi pod błogosławieństwem dane wnuczce mojej, Katarzynie Kozierowskiej, po ślubie jej z Walentym Polanowskim, starościcem ostrskim; zobacz także Ważniejsze dzieła poz. 25, 27); A. Korniłowicz O życiu F. Karpińskiego, Wilno 1827 (proza: Projekt podany Dymitrowi Koszelowowi, gubernatorowi grodzieńsko-litewskiemu; Projekt o Żydach w czasie Sejmu 3 maja 1792 roku; Przestrogi pod błogosławieństwem dane...); Znicz 1834 (wiersz); Dwutygodnik Literacki 1844, nr 5 (wiersz); L. Zienkowicz Wieczory Lacha z Lachów, czyli opowiadania starego literata polskiego, Lipsk 1864 (wiersze); L. Siemieński Przegląd Lwowski 1877, t. 14 (wiersze); F. Morawski Pisma zbiorowe wierszem i prozą t. 4, Poznań 1882 (wiersz); K.M. Górski Pamiętnik Literacki, rocznik 3 (1904), przedr. w: Pisma literackie. Z badań nad literaturą polską XVII i XVIII w., Warszawa 1913; I. Chrzanowski Sprawozdanie Towarzystwa Naukowego Warszawskiego 1908, zeszyt 4–5 (wiersz); T. Mikulski Pamiętnik Literacki, rocznik 41 (1950), zeszyt 2, przedr. w: Ze studiów nad Oświeceniem, Warszawa 1956 (wiersze); R. Sobol: (komentarz do) Korespondencja F. Karpińskiego z l. 1763–1825. Zebrał i do druku przygot. T. Mikulski. Komentarz oprac...., Wrocław 1958, Archiwum Literatury nr 4 (wiersz); J.W. Gomulicki Nowe Książki 1959, nr 14 (wiersz); R. Kaleta Przegląd Humanistyczny 1960, nr 5 (wiersze); J. Platt w zbiorze: Miscellanea z doby Oświecenia nr 2, Wrocław 1965, Archiwum Literatury nr 9 (wiersze oraz proza; m.in.: Myśli na hymn do ognia; zobacz także Ważniejsze dzieła poz. 19, 27); R. Sobol Tamże (wiersze).

### Przekłady
1. Przywilej Jana Kazimierza, króla polskiego, Szczepanowi Czarneckiemu na starostwo tykocińskie dany. Wyd. pt. Kopia przywileju... Z oryginału w Archiwum Białostockim będącego wypisana, na polski język przetłumaczona..., Grodno brak roku wydania (najprawdopodobniej były to lata 1781–1782; Estreicher XVIII, 425, wymienia tę pozycję jako anonimową z błędną datą: 1793); zawiera także Ważniejsze dzieła poz. 5; wyd. następne Przywileju...: zobacz Ważniejsze dzieła poz. 9, 30; zobacz: Wydania zbiorowe poz. 2–5
2. J. Delille: Ogrody, wyd. w: Zabawki wierszem i prozą t. 3, Warszawa 1783 (i nadb.); wyd. następne: Warszawa 1790 (Warszawa?) 1803; zobacz Ważniejsze dzieła poz. 30; zobacz: Wydania zbiorowe poz. 2–5, 8; (zawiera również Ważniejsze dzieła poz. 3–4)
3. Caius Plinius Caecilius Secundus: List o ogrodach dawnych Rzymian, wyd. w: Zabawki wierszem i prozą t. 3, Warszawa 1783 (i nadb.); wyd. następne: Warszawa 1790 (Warszawa?) 1803; zobacz Ważniejsze dzieła poz. 30; zobacz: Wydania zbiorowe poz. 2–5, 8; (przekład ten razem z poz. 4 stanowił „Przydatek” do poz. 2)
4. W. Chambers: List o ogrodach Chińczyków, wyd. w: Zabawki wierszem i prozą t. 3, Warszawa 1783 (i nadb.); wyd. następne: Warszawa 1790 (Warszawa?) 1803; zobacz Ważniejsze dzieła poz. 30; zobacz: Wydania zbiorowe poz. 2–5, 8; (przekład ten razem z poz. 3 stanowił „Przydatek” do poz. 2)
5. Psałterz Dawida nowo przetłumaczony cz. 1–2, wyd. w: Zabawki wierszem i prozą t. 5–6, Warszawa 1786 i nadb.(?); wyd. następne: zobacz Ważniejsze dzieła poz. 30; pt. Psałterz, Połock 1807; zobacz Wydania zbiorowe poz. 2 i odb.: Psalmy Dawida, Wrocław 1826; pt. Psałterz t. 1–2, Warszawa 1829 (na końcu t. 2 również Pieśni nabożne – zobacz: Ważniejsze dzieła poz. 23); zobacz Wydania zbiorowe poz. 3–4; pt. Siedem psalmów pokutnych, Poznań 1848 (fragm.); Lwów 1872; zobacz Wydania zbiorowe poz. 5, 9 (wybór), 12 (wybór), 13 (wybór), 14 (wybór)
6. J.F. Michaud: Wiara, prawa i obyczaje Indianów, Lipsk (w rzeczywistości Wilno) 1803; wyd. następne: zobacz Ważniejsze dzieła poz. 30; zobacz Wydania zbiorowe poz. 2–5 (jest to skrócony przekład dzieła J.F. Michaud: Histoire du progrès et de la chûte de l’empire de Mysore sous les règnes d’Hyder-Aly et de Tippoo-Saib t. 1–2, Paryż 1801).

Drobne przekłady z literatury: francuskiej (m.in. J. Delille’a), angielskiej (fragm. Pieśni Osjana), łacińskiej (Horacy), greckiej (Antologia), zobacz Ważniejsze dzieła poz. 4, 9, 11, 30 (wyd. następne: zobacz Wydania zbiorowe poz. 2–5, 8).

### Wydania zbiorowe
1. Dzieła... wierszem i prozą. Edycja nowa i zupełna, wielą pismami od autora nadesłanymi pomnożona[18] t. 1–4, Warszawa 1806; zobacz Ważniejsze dzieła poz. 30
2. Dzieła... wierszem i prozą. Nowe i zupełne wydanie t. 1–4, Wrocław 1826 (zawartość: Ważniejsze dzieła poz. 30)
3. Dzieła, wyd. W. Krasiński, Warszawa 1830 (zawartość: Ważniejsze dzieła poz. 30. Jako wstęp dodatkowo rozprawa K. Brodzińskiego O życiu i pismach F. Karpińskiego. W skład tego wydania weszły także po raz pierwszy – jako Pisma pozostałe F. Karpińskiego, które nie były umieszczone w żadnej edycji pism jego – teksty ogłoszono pośmiertnie w Dzienniku Wileńskim 1827: 16 wierszy oraz Myśli pozostałe od 1 cz. Rozmów Platona z uczniami swymi. Od rozmowy o cnocie i występkach – oraz Rozmowa 8: O małżeństwach i ćwiczeniu młodzieży. Ponadto: Przestrogi pod błogosławieństwem dane..., List do ks. Dominika Radziwiłła).
4. Dzieła, wyd. J.N. Bobrowicz, t. 1–5, Lipsk 1835–1836 (zawartość: jak wyżej poz. 3)
5. Dzieła, wyd. K.J. Turowski, Kraków 1862 (zawartość: jak wyżej poz. 3; tu ponadto po raz pierwszy weszły w skład wydania zbiorowego Pamiętniki)
6. Sielanki[19], Lwów (1882), Biblioteka Mrówki nr 7
7. Sielanki[20], Warszawa 1892; wyd. 2 Warszawa 1894 (zawiera także bajki)
8. Pisma wierszem i prozą, wyd. P. Chmielowski, Warszawa 1896; zawartość: w zasadzie zgodna z poz. 5 (bez rozprawy Brodzińskiego); w wydaniu tym pominięto jednak: O Rzeczypospolitej; Psałterz Dawida; Przywilej Jana Kazimierza...; Mowa na pochwałę Jana Sobieskiego; Wiara, prawa i obyczaje Indianów – oraz szereg drobnych wierszy. Wydanie skażone przez carską cenzurę
9. Pisma, wyd. W. Bruchnalski, Lwów 1896, Wydawnictwo Macierzy Polskiej nr 67; zawartość: Pieśni nabożne i psalmy (wybór); Pieśni i wiersze świeckie (wybór)
10. Wybór poezji w: F. Karpiński, F.D. Kniaźnin: Wybór poezji, Warszawa 1910, Biblioteka Uniwersytetu Ludowego i Młodzieży Szkolnej nr 152; także wyd. następne Warszawa 1925; (zawartość: Pieśni nabożne, Sielanki, Pieśni, Wiersze różne)
11. Wybór poezji, oprac. W. Jankowski, Kraków (1926), Biblioteka Narodowa, seria I, nr 89; zawartość: Pieśni nabożne, Sielanki i wiersze miłosne, Wiersze treści politycznej i patriotycznej, Wiersze różne
12. Wybór poezji i prozy, oprac. J. Kijas, Kraków 1949, Biblioteka Arcydzieł Poezji i Prozy nr 62; zawartość: Poezje wybrane, Z pism prozą
13. (Wybór poezji), Warszawa 1964, Poeci Polscy
14. Wiersze wybrane. Wybrał i wstępem opatrzył J. Kott (Warszawa 1966), Biblioteka poetów.

### Listy
1. Do W. Cieńskiego, dat. Lwów 4 października 1763, wyd. K.M. Górski: Pierwsza młodość Karpińskiego Biblioteka Warszawska 1891, t. 4; przedr. zobacz poz. 5
2. Do F. Cieńskiej, dat. Lwów 22 października 1765, fragmenty wyd. A. Wybranowski: Jeszcze o starych aktach Przewodnik Naukowy i Literacki 1892, s. 427
3. Do Bachmińskich 5 listów – z lat 1775–1776, 1778, 1780; wyd. K.M. Górski: Karpiński w l. 1770–1780 Pamiętnik Literacki, rocznik 3 (1904); przedr. zobacz poz. 5
4. Do H. Dzieduszyckiej z 2 marca 1777, fragmenty wyd. K. Kantecki: Z autografów Biblioteki Poturzyckiej Przewodnik Naukowy i Literacki 1878, s. 121; całość T. Mikulski: List imieninowy F. Karpińskiego do Heleny Dzieduszyckiej Ze skarbca kultury 1951, zeszyt 1; podobizna autografu zobacz poz. 29, s. 18–19
5. Do K. Radziwiłła z roku 1782; do F. Bachmińskiej z 1784; do M. Radziwiłła 6 listów z lat 1791–1792; do Stanisława Augusta 2 listy z 1785 i 1792; do F. Puzyniny 6 listów z lat 1792–1804; do Z. Radziwiłłowej z 1792 (w jęz. francuskim); do J. Potockiego 5 listów z 1793 (w jęz. łacińskim); do D. Radziwiłła 5 listów z lat 1801–1805; do H. Stroynowskiego z 1801 (w jęz. łacińskim); do K. Prozora z 1802; do F.K. Dmochowskiego 3 listy z lat 1803–1805; do A. Kułakowskiej z 1812; do A.K. Czartoryskiego z 1813; do I. Kułakowskiego z 1818; wyd. S. Pigoń w: K.M. Górski: Pisma literackie, Warszawa 1913 (tu także przedrukowano poz. 1, 3, 10, 19, 21)
6. Do M. Poczobuta, dat. Białystok 6 sierpnia 1787, wyd. J. Kliński: Nieznany list F. Karpińskiego, Rocznik Towarzystwa Przyjaciół Nauk w Wilnie t. 3 (1909), wyd. 1910 (tu ponadto 3 nabożne „pieśni dla pospólstwa”)
7. Do M. Stadnickiego z 22 marca 1788, wyd. H. Łopaciński: List i wiersz nieznany F. Karpińskiego, Tygodnik Polski 1899, nr 16
8. Do M. Radziwiłła 5 listów – z lat 1791–1792; do D. Radziwiłła 4 listy z roku 1801; fragm. i streszczenia podał W. Korotyński: Karpiński nauczyciel, Tygodnik Ilustrowany 1891, t. 4; pełne teksty zobacz poz. 5
9. Do M. Poczobuta z 20 maja 1792, z rękopisu Biblioteki Litewskiej Akademii Nauk Wilno (Zbiory Wróblewskich, sygn. A.F. 1835) wyd. J. Platt: Karpinsciana wileńskie, w zbiorze: Miscellanea z doby Oświecenia nr 2, Wrocław 1965, Archiwum Literatury nr 9
10. Do F. Puzyniny 3 listy z lat 1792–1795, wyd. F. Jaworski: Trzy listy F. Karpińskiego, Pamiętnik Literacki, rocznik 9 (1910), s. 106–109; przedr. zobacz poz. 5; przedr. B. Merwin: Polskie listy miłosne od XV–XIX w., Lwów 1922, s. 88–92
11. Do Z. Radziwiłłowej z roku 1798; do M.(?) Szwykowskiego z 1810, wyd. A. Czartkowski: Dwa listy F. Karpińskiego, Ruch Literacki 1930, nr 6
12. Do J. Albertradniego z roku 1801, wyd. S. Pigoń: Małoduszność „śpiewaka Justyny”, Myśl Narodowa 1937, nr 35
13. Do K. Dembowskiego z roku 1801; do L. Dembowskiego z 1801 (wierszem); do J.M. Fredry z 1801; do E. Jawornickiego z lat 1801–1802; do I. Kułakowskiego z 1819; do A. Łopota z 1801; do R. Puzyny z 1801, wyd. S. Pigoń: Kilka listów F. Karpińskiego, Ruch Literacki 1937, nr 7/8
14. Do nieznanego adresata (A. Łopata) z roku 1801, wyd. S. Pigoń: Z pedagogicznej działalności F. Karpińskiego, Ruch Literacki 1928, nr 6
15. Do Rektora (H. Stroynowskiego) i Senatu Uniwersytetu Wileńskiego z roku 1801 (w jęz. łacińskim); do F.K. Dmochowskiego z 1805 (fragm.); do D. Radziwiłła z 1805, wyd. A. Korniłowicz: O życiu F. Karpińskiego, Wilno 1827, s. 44–45, 50–51, 75.
16. Do L. Chodkiewiczowej z 16 grudnia 1802, z rękopisu Wojewódzkiego Archiwum Państwowego Kraków (Archiwum Chodkiewiczów z Młynowa), wyd. S. Pełeszowa: Nieznany list F. Karpińskiego do L. Chodkiewiczowej, Ruch Literacki 1964, zeszyt 5–6
17. Do Aleksandra I z roku 1802; do A.J. Czartoryskiego z lat 1802–1803, wyd. S. Pigoń: Wysoko wymierzona dedykacja F. Karpińskiego. Trzy nieznane listy poety, Ruch Literacki 1931, nr 7
18. Do nieznanego adresata z roku 1802, wyd. S. Pigoń: Ostatnia miłość F. Karpińskiego. Przyczynek do biografii poety. w: Z epoki Mickiewicza. Studia i szkice, Lwów 1922
19. Do K. Prozora z roku 1802, wyd. M. Dubiecki: Karol Prozor, Kraków 1897, s. 292–294; przedr. zobacz poz. 5; wyd. T. Mikulski, zobacz poz. 20
20. Do J. Prozorówny z około 1802; do M. Prozorówny z około 1802; do K. Prozora z 1802; do W. Prozora z 1825, wyd. T. Mikulski: Karpinsciana w archiwum Prozorów, Pamiętnik Literacki, rocznik 41 (1950), zeszyt 2; przedr. w: Ze studiów nad Oświeceniem, Warszawa 1956
21. Do F.K. Dmochowskiego 3 listy – z lat 1803–1805, wyd. K. Tańska (Hoffmanowa): O F. Karpińskim, Rozrywki dla Dzieci t. 6 (1826), nr 36, s. 302–307; 2 listy przedr. J. Popliński: Nowe wypisy polskie, Leszno-Głogów 1834, s. 194–195 i wyd. następne; przedr. zobacz poz. 5
22. Do F. Puzyniny z roku 1804 (fragm.), wyd. T. Słoniewski: Pamięci F. Karpińskiego, Kołomyja 1880, s. 36
23. Do M. Zaleskiego z roku 1804, streścił M. Zaleski: Pamiętniki, Rocznik Towarzystwa Historyczno-Literackiego w Paryżu. Rok 1873–1878, Poznań 1879, s. 159
24. Do A.J. Czartoryskiego z roku 1817, wyd. J. Tretiak: Przyczynek do biografii F. Karpińskiego, Tygodnik Powszechny 1885, s. 279
25. Do A.F. Żołkowskiego z zimy 1819/1820, wyd. A.F. Żołkowski Tygodnik Wileński 1820, nr 156; Wanda 1820, t. 1, s. 224–225
26. Do S. Zamoyskiego z roku 1821, fragmenty wyd. J.K.: O Karpińskim Wanda 1821, s. 345
27. Do L. Byszewskiej, powst. w latach 1794–1825, wyd. L. Siemieński Przegląd Lwowski t. 14 (1877), s. 87; wyd. następne: A. Borkowska: Dziennik podróży z Wilna odbytej w 1786 r. przez szambelanową Byszewską, Kronika Rodzinna 1878, nr 24, s. 749–750
28. Od M. Poczobuta z roku 1799; od E. Sapieżyny z 1799, wyd. K.W. Wójcicki: F. Karpiński, Kłosy 1869, nr 218
29. Korespondencja F. Karpińskiego z lat 1763–1825, zebrał i do druku przygot. T. Mikulski, komentarz oprac. R. Sobol, Wrocław 1958, Archiwum Literackie nr 4 (w skład edycji weszły wszystkie publikowane wcześniej listy Karpińskiego i listy pisane do niego; korespondencja zgromadzona przez różnych badaczy, lecz przez nieogłoszona; znalazły się tu także dotąd nieznane, stanowiące rezultat własnych poszukiwań wydawców, 23 listy Karpińskiego i jego korespondentów. Łącznie wydanie to obejmuje 146 pozycji, w tym 33 listy do poety. Do zbioru weszły ponadto, na prawach aneksów przyporządkowanych tekstom głównym, bruliony listów Karpińskiego i listy osób trzecich jego dotyczące. Edycja ta nie objęła poz. 9 i 16, odnalezionych i ogłoszonych już po roku 1958).

Rękopisy (autografy): Archiwum Główne Akt Dawnych, Biblioteka Jagiellońska, Biblioteka Czartoryskich, Ossolineum, Biblioteka PAN Kraków, Biblioteka Narodowa, Muzeum Narodowe Kraków, Wojewódzkie Archiwum Państwowe Kraków, Biblioteka Akademii Nauk USRR Lwów, Biblioteka Akademii Nauk LSRR Wilno.

## Opracowania monograficzne
- K.M. Górski: F. Karpiński w: Pisma literackie, wyd. S. Pigoń, Warszawa 1913 (praca nieukończona; w zakresie biografii doprowadzona do roku 1795, w zakresie twórczości do 1787 lub 1790).
- R. Sobol: Ze studiów nad Karpińskim I, Wrocław 1967, Instytut Badań Literackich. Studia z Okresu Oświecenia nr 7.